# Zeta Canis Minoris
Zeta Canis Minoris (ζ Canis Minoris, förkortat Zeta CMi, ζ CMi) som är stjärnans Bayerbeteckning, är en ensam stjärna belägen i den nordöstra delen av stjärnbilden Lilla hunden. Den har en skenbar magnitud på 5,13 och är synlig för blotta ögat där ljusföroreningar ej förekommer. Baserat på parallaxmätning inom Hipparcosuppdraget på ca 5,2 mas, beräknas den befinna sig på ett avstånd på ca 620 ljusår (ca 190 parsek) från solen.

## Egenskaper
Zeta Canis Minoris är en blå till vit ljusstark jättestjärna av spektralklass G6.5 II. Den har en massa som är ca 4 gånger större än solens massa, en radie som är ca 2,7 gånger större än solens och utsänder från dess fotosfär ca 490 gånger mera energi än solen vid en effektiv temperatur på ca 13 500 K.
Zeta Canis Minoris är en kvicksilver-manganstjärna, som visar en överskott av dessa ämnen i dess spektrum. Dess genomsnittliga magnetiska fältstyrka är 8,28 ± 11,55 G.